# Грб општине Нови Кнежевац
Грб Општине за основу штит плаво-бело-црвене боје овалног облика који је у горњем делу зарубљен и даје контруре моста. Рубови штита су оивичени златном бојом. У горњем делу штита налази се мост на реци Тиси чије су ивице златне боје, а испод моста у делу штита чија је позадина плаве боје, налазе се усправно постављене једна поред другог три класа жита златне боје. У средини грба стоје четири куће у панонском стилу беле боје, оивичене златном бојом. 